# Rattus pococki
Rattus pococki és una espècie de mamífer rosegador de la família dels múrids. Viu a altituds d'entre 1.500 i 2.500 msnm a Indonèsia i Papua Nova Guinea. El seu hàbitat natural són els boscos tropicals montans. És una espècie en risc mínim, és a dir, no sembla que hi hagi cap amenaça significativa per a la seva supervivència. Aquest tàxon fou anomenat en honor del zoòleg anglès Reginald Innes Pocock.